# 王如
王如（？—315年），西晋时期流浪民众起义领袖。京兆新丰（今陕西渭南西南）人。年轻时是州府武吏，后遇流浪民众骚乱，至宛（今河南南阳）。西晋末，朝廷下令逼遣流民返回关中，他率众袭击遣送官兵，攻下襄城（今河南襄城），关中流民纷起响应，一时拥众四、五万，自封大将军，领司、雍二州牧，与晋军转战于汉水。汉国大将石勒南下，王如等抵御石勒，大败。永嘉六年（312年），因严重缺粮，内部分裂，降于晋将王敦，后被杀害。

## 延伸阅读
[在维基数据编辑]
 《晉書·卷100》，出自房玄齡《晉書》